# Fieulaine
Fieulaine es una comuna francesa situada en el departamento de Aisne, de la región de Alta Francia.

## Geografía
Fieulaine está ubicada a 12 km al noreste de San Quintín.

## Demografía
| 286 | 288 | 277 | 287 | 255 | 253 | 274 | 270 |
| Para los censos de 1962 a 1999 la población legal corresponde a la población sin duplicidades (Fuente: INSEE [Consultar]) |     |     |     |     |     |     |     |